# Hugh Clifford Dunfield
Pour les articles homonymes, voir Dunfield.
Hugh Clifford "Cliff" Dunfield  (2 avril 1891-11 mars 1973) est un homme politique provincial canadien de la Saskatchewan. Il représente la circonscription de Meadow Lake à titre de député du Parti libéral de la Saskatchewan de 1952 à 1956.

## Biographie
Né dans la municipalité rurale de Headingley dans le Manitoba, Dunfield est le fils de John Dunfield et de Mary McKillop. Il étudie à Winnipeg au Collège Wesley (en). S'établissant en Saskatchewan à Meadow Lake en 1915, il épouse Ella Carrigill en 1918. Il sert de superviseur de la Meadow Lake Indian Reserve et siège au conseil d'administration de l'hôpital local, de la commission scolaire et de la chambre de commerce de Meadow Lake. Il occupe également la fonction de juge de paix.

## Carrière politique
Élu député de Meadow Lake en 1952, il échoue à se faire réélire en 1956. Il occupe ensuite la fonction de maire de Meadow Lake de 1958 à 1960.